# LGV 4
La LGV 4 (HSL 4 en néerlandais), ou ligne à grande vitesse d'Anvers (Y Luchtbal) à la frontière néerlandaise, est une ligne ferroviaire à grande vitesse en Belgique. Elle relie Anvers à la frontière néerlandaise et se prolonge aux Pays-Bas via la HSL-Zuid vers Bréda et Amsterdam.
Elle est le dernier maillon du projet belge de LGV comportant également la LGV 1 (Lille - Bruxelles), la LGV 2 (Louvain - Liège) et la LGV 3 (Liège - Aix-la-Chapelle).
Elle est longue de 40 km. Son prolongement vers Bruxelles est, jusqu'en 2010, constituée par 47 km de voie classique modernisée. La section entre Bruxelles et Malines sera ensuite dédoublée par une nouvelle infrastructure (Ligne 25N) posée entre les bandes de circulation de l'A1/E19, avec raccordement vers l'aéroport de Bruxelles-National (Zaventem).

## Trains
Des navettes circulent depuis début 2009 sur la LGV 4, entre Anvers et Brecht (gare de Noorderkempen). La liaison internationale avec la HSL-Zuid néerlandaise est utilisée à présent par les Eurostar Paris – Bruxelles – Amsterdam pouvant rouler jusqu'à 300 km/h, par les Eurostar Londres – Bruxelles – Amsterdam pouvant atteindre 320 km/h et, en raison du refus des rames Fyra pour cause de défaillances techniques excessives, par les InterCity « Benelux » Bruxelles – Amsterdam et (jusque fin 2021) Bruxelles – La Haye ; ces trains Benelux font arrêt à Breda avec changement de sens.

## Tracé
Depuis la gare de Bruxelles-Midi, les trains partent en direction du Nord par la jonction Nord-Midi, une ligne souterraine qui traverse la capitale belge et relie les deux grandes gares bruxelloises.
À Schaerbeek, ils empruntent la ligne 25N jusqu'à Malines, puis la ligne 25 en direction d'Anvers. La ligne 25N se détache de la branche est (qui va en direction de Liège et de la frontière allemande). L'insertion de la ligne dans une région fortement urbanisée (le "vlaamse rand") a incité la région flamande à placer la nouvelle ligne sur le terre-plein de l'autoroute existante sans pour autant réaliser une ligne à grande vitesse.
À Anvers, les trains sont reçus depuis mars 2007 sur les voies souterraines de la monumentale gare d'Anvers-Central. Un tunnel a été construit sous la ville à partir de cette gare pour permettre aux trains de rallier directement la LGV sans passer par la ligne de ceinture. Le tunnel mesure 1,5 km et la vitesse maximum autorisée y est de 90 km/h. Il présente des pentes assez raides pour atteindre la surface.
La ligne revient en surface à la gare d'Anvers-Luchtbal. Après avoir traversé le canal Albert, elle retrouve la ligne Anvers-Essen, ce qui permet d'utiliser l'une ou l'autre ligne en fonction des conditions d'exploitation.
À la jonction avec l'autoroute E19/A12, les trains quittent la ligne classique pour prendre la ligne à grande vitesse, où la vitesse de 300 km/h est autorisée jusqu'à la frontière néerlandaise (40 km). La ligne suit l'autoroute E19 jusqu'à la frontière, où elle la quitte, les Pays-Bas n'ayant pas opté pour ce type de tracé.
La ligne traverse les entités de Schoten, Brasschaat, Brecht, Wuustwezel et Hoogstraten avant de traverser la frontière et de se poursuivre via la LGV Sud néerlandaise.

## Gares
Comme toutes les lignes à grande vitesse, celle-ci compte peu d'arrêts relativement à sa longueur.
Un arrêt intermédiaire a été construit à Brecht et porte le nom de sa région : "Campine du nord" (Noorderkempen en néerlandais). Il devrait à terme être desservi par des navettes Anvers - Breda et des trains d'heures de pointe.
Au sud, la gare d'Anvers-Luchtbal fait la jonction avec la ligne 12 et marque la fin de la ligne à grande vitesse proprement dite.